# Topographisch-militairische Charte von Teutschland

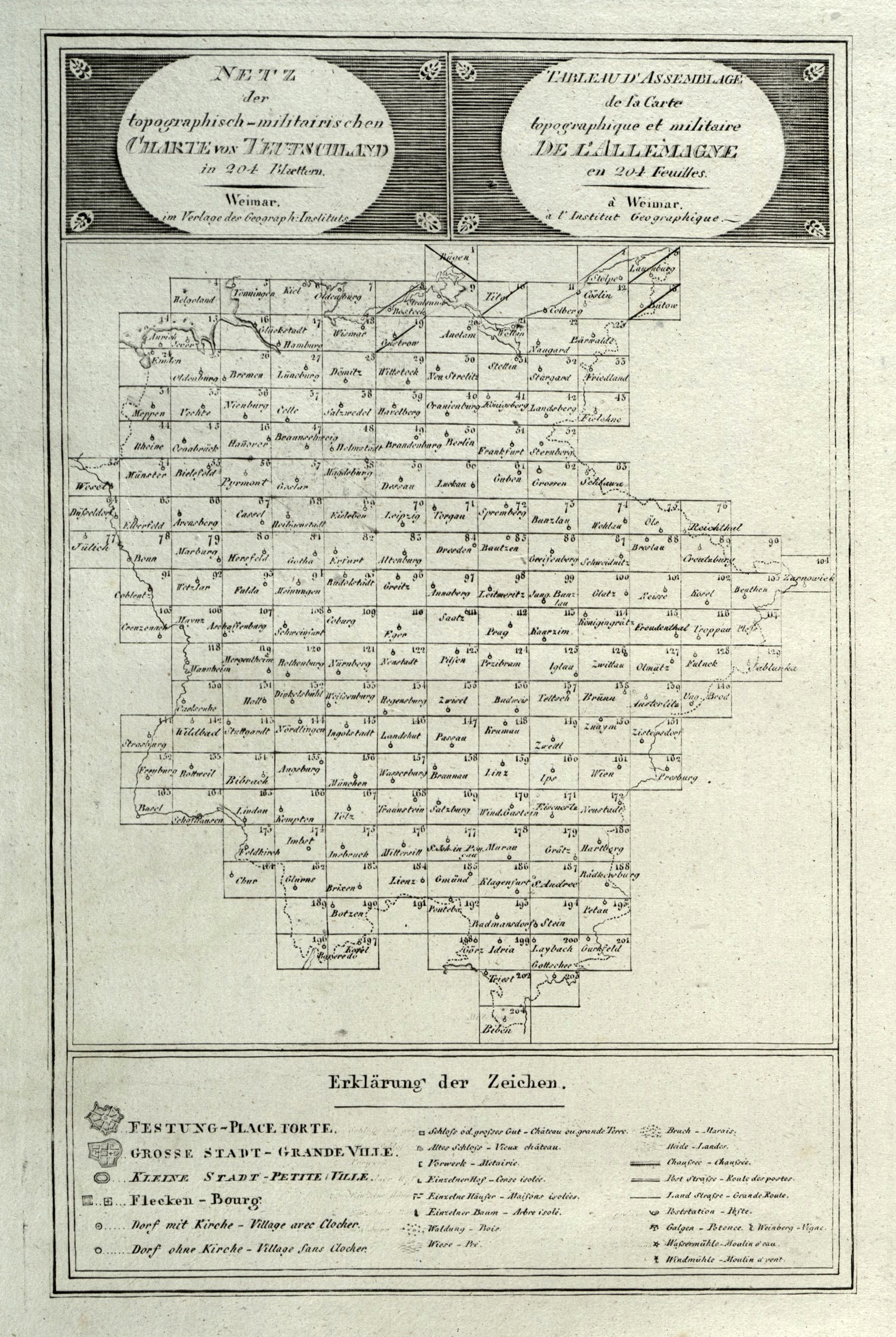
Kartenschnitt

Die Topographisch-militairische Charte von Teutschland in 204 Sectionen wurde unter der Leitung von Friedrich Wilhelm Streit vom Geographischen Institut zu Weimar herausgeben. Sie erschien in Lieferungen von 1807 bis 1814. Sie war das erste Kartenwerk in mittlerem Maßstab (1 : 180.000) für Mitteleuropa. In Kupfer gestochen, handelt es sich um 202 Karten sowie einige nachfolgende Supplemente.

## Bereiche
| Nr.   | Bezeichnung | Blätter | Anzahl |
| ----- | --- | --- | ------ |
| I     | Topographisch militärischer Atlas von den Herzogtümern Holstein und Lauenburg, dem Fürstenthume Eutin und den Gebieten der freien Städte Hamburg und Lübeck                                                      | 5, 6, 7, 16, 17, 18, 27, 28, Titel | 9      |
| II    | Topographisch-militärischer Atlas von dem Königreiche Hanover, dem Großherzogthume Oldenburg, Herzogthum Braunschweig, den Fürstenthümern Lippe Dettmold und Schauenburg und dem Gebiete der freien Stadt Bremen | 14, 15, 16, 17, 24, 25, 26, 27, 28, 34, 35, 36, 37, 38, 43, 44, 45, 46, 47, 54, 55, 56, 57, 66, 67, 68, Titel | 27     |
| III   | Topographisch-militärischer Atlas vom Königreiche Baiern | 94, 95, 96, 97, 108, 109, 110, 111, 112, 113, 123, 124, 125, 126, 127, 128, 137, 138, 140, 141, 142, 143, 152, 153, 154, 155, 163, 164, 165, 166, 173, 174, 175, 176, 177, 181, 182, 183, 184, 185, Titel, Renvoi | 42     |
| IV    | Topographisch-militärischer Atlas von dem Königreiche Württemberg und dem Fürstenthum Hohenzollern | 125, 126, 138, 139, 140, 150, 151, 152, 161, 162, 163, 173, 174, Titel | 14     |
| V     | Topographisch-militärischer Atlas von dem Großherzogthume Baden | 110, 124, 125, 138, 139, 149, 150, 160, 161, 162, 171, 172, 173, Titel | 14     |
| VI    | Topographisch-militärischer Atlas von dem Königreich Sachsen | 69, 70, 71, 82, 83, 84, 85, 97, 98, 99, 113, Titel | 12     |
| VII   | Topographisch-militärischer Atlas von den Großherzoglich und Herzoglich Sächsischen Ländern, den Ländern der Fürsten von Schwarzburg und Reuß                                                                    | 67, 68, 80, 81, 82, 95, 96, 97, 108, 111, 112, 123, Titel | 13     |
| VIII  | Topographisch-militärischer Atlas von dem Großherzogthume Hessen Darmstadt, dem Herzogthume Nassau, Fürstenthum Hessen-Homburg und dem Gebiete der freien Stadt Frankfurt                                        | 66, 77, 78, 79, 92, 93, 94, 108, 109, 110, 123, 124, 125, Titel | 14     |
| IX    | Topographisch-militärischer Atlas von den Großherzogthümern Mecklenburg-Schwerin und Strelitz | 7, 8, 18, 19, 20, 27, 28, 29, 30, 39, 40, Titel | 12     |
| X     | Topographisch-militärischer Atlas von der Preußischen Provinz Pommern | 1, 2, 3, 8, 9, 10, 11, 12, 13, 19, 20, 21, 22, 23, 30, 31, 32, 33, 41, 42, Titel | 21     |
| XI    | Topographisch-militärischer Atlas von der Preußischen Provinz Brandenburg | 28, 29, 30, 31, 32, 33, 38, 39, 40, 41, 42, 48, 49, 50, 51, 58, 59, 60, 61, 70, 71, 72, Titel | 23     |
| XII   | Topographisch-militärischer Atlas von der Preußischen Provinz Sachsen | 38, 39, 47, 48, 56, 57, 58, 59, 67, 68, 69, 70, 80, 81, 82, 95, 96, Titel | 18     |
| XIII  | Topographisch-militärischer Atlas der Provinz Schlesien | 61, 62, 71, 72, 73, 74, 75, 84, 85, 86, 87, 88, 89, 100, 101, 102, 103, 104, 117, 118, 119, 120, Titel | 23     |
| XIV   | Topographisch-militärischer Atlas der Provinz Westphalen | 43, 44, 45, 52, 53, 54, 55, 64, 65, 66, 77, 78, Titel | 13     |
| XV    | Topographisch-militärischer Atlas der Provinz Jülich-Cleve-Berg | 52, 53, 63, 64, 76, 77, Titel | 7      |
| XVI   | Topographisch-militärischer Atlas der Provinz Niederrhein | 63, 76, 77, 78, 91, 92, 93, 107, 108, 122, 123, Titel | 12     |
| XVII  | Topographisch-militärischer Atlas des Kaiserlich Oesterreichischen Königreichs Böhmen | 84, 85, 97, 98, 99, 100, 101, 113, 114, 115, 116, 117, 118, 128, 129, 130, 131, 132, 143, 144, 145, 155, 156, 157, Titel                                                                                          | 25     |
| XVIII | Topographisch-militärischer Atlas der kaiserlich Oesterreichischen Provinz Mähren | 117, 118, 119, 131, 132, 133, 134, 145, 146, 147, 148, 157, 158, 159, Titel | 15     |
| XIX   | Topographisch-militärischer Atlas von dem Erzherzogthum Oesterreich ob und unter der Ens | 145, 155, 156, 157, 158, 159, 165, 166, 167, 168, 169, 170, 176, 177, 178, 179, 180, 184, 185, 186, 188, 192, 193, Titel                                                                                          | 24     |
| XX    | Topographisch-militärischer Atlas von dem Herzogthume Steyermark | 177, 178, 179, 180, 185, 186, 187, 188, 193, 194, 195, 196, 202, 203, 208, 209, Titel | 17     |
| XXI   | Topographisch-militärischer Atlas von dem Königreiche Illyrien | 192, 193, 194, 195, 200, 201, 202, 206, 207, 208, 209, 210, 211, 212, 213, 214, 215, 216, 217, Titel | 20     |

## Kartenschnitt
|     |             |     |     |     |     |     | 001 |     |             | 002         | 003 |     |     |     |
|     |             | 004 | 005 | 006 | 007 | 008 | 009 | 010 | 011         | 012         | 013 |     |     |     |
|     | 014         | 015 | 016 | 017 | 018 | 019 | 020 | 021 | 022         | 023         |     |     |     |     |
|     | 024         | 025 | 026 | 027 | 028 | 029 | 030 | 031 | 032         | 033         |     |     |     |     |
|     | 034         | 035 | 036 | 037 | 038 | 039 | 040 | 041 | 042 und 043 | 042 und 043 |     |     |     |     |
|     | 044         | 045 | 046 | 047 | 048 | 049 | 050 | 051 | 052         |             |     |     |     |     |
| 053 | 054         | 055 | 056 | 057 | 058 | 059 | 060 | 061 | 062         | 063         |     |     |     |     |
| 064 | 065         | 066 | 067 | 068 | 069 | 070 | 071 | 072 | 73          | 074         | 075 | 076 |     |     |
| 064 | 077 und 078 | 079 | 080 | 081 | 082 | 083 | 084 | 085 | 086         | 087         | 088 | 089 | 090 | 104 |
|     | 091         | 092 | 093 | 094 | 095 | 096 | 097 | 098 | 099         | 100         | 101 | 102 | 103 | 104 |
|     | 105         | 106 | 107 | 108 | 109 | 110 | 111 | 112 | 113         | 114         | 115 | 116 | 117 |     |
|     |             | 118 | 119 | 120 | 121 | 122 | 123 | 124 | 125         | 126         | 127 | 128 | 129 |     |
|     |             | 130 | 131 | 132 | 133 | 134 | 135 | 136 | 137         | 138         | 139 | 140 |     |     |
|     | 141         | 142 | 143 | 144 | 145 | 146 | 147 | 148 | 149         | 150         | 151 |     |     |     |
|     | 152         | 153 | 154 | 155 | 156 | 157 | 158 | 159 | 160         | 161         | 162 |     |     |     |
|     | 163         | 164 | 165 | 166 | 167 | 168 | 169 | 170 | 171         | 172         |     |     |     |     |
|     |             |     | 173 | 174 | 175 | 176 | 177 | 178 | 179         | 180         |     |     |     |     |
|     |             |     | 181 | 182 | 183 | 184 | 185 | 186 | 187         | 188         |     |     |     |     |
|     |             |     |     | 189 | 190 | 191 | 192 | 193 | 194         | 195         |     |     |     |     |
|     |             |     |     | 196 | 197 |     | 198 | 199 | 200         | 201         |     |     |     |     |
|     |             |     |     |     |     |     |     | 202 | 203         |             |     |     |     |     |
|     |             |     |     |     |     |     |     | 204 |             |             |     |     |     |     |

## Übersichtskarten
| 01 | 02 |
| 03 | 04 |